# Liste des épisodes de Boardwalk Empire

Cet article présente la liste des épisodes de la série télévisée américaine Boardwalk Empire.

## Première saison (2010)
1. Boardwalk Empire (Boardwalk Empire)
2. La Tour d'ivoire (The Ivory Tower)
3. Broadway Limited (Broadway Limited)
4. Anastasia (Anastasia)
5. Nights in Ballygran (Nights in Ballygran)
6. Contrôle des naissances (Family Limitation)
7. La Maison (Home)
8. Emporte-moi au ciel (Hold Me in Paradise)
9. Belle Femme (Belle Femme)
10. La Cité d'émeraude (The Emerald City)
11. Vert de Paris (Paris Green)
12. Retour à la normale (A Return to Normalcy)

## Deuxième saison (2011)
Le 21 septembre 2010, soit deux jours après la diffusion du pilote, HBO a renouvelé la série pour une deuxième saison de douze épisodes, diffusée à partir du 25 septembre 2011.
1. 21 (21)
2. Nous seuls (Ourselves Alone)
3. Une dangereuse demoiselle (A Dangerous Maid)
4. Que fait la petite abeille ? (What Does the Bee Do?)
5. Foutaises et ringardises (Gimcrack & Bunkum)
6. L'Âge de raison (The Age of Reason)
7. Peg d'autrefois (Peg of Old)
8. Deux bateaux et un maître nageur (Two Boats and a Lifeguard)
9. Le Combat du siècle (Battle of the Century)
10. Les Pêches de Géorgie (Georgina Peaches)
11. Sous la puissance de Dieu, elle s'épanouit (Under God's Power She Flourishes)
12. Aux disparus (To The Lost)

## Troisième saison (2012)
Le 12 octobre 2011, HBO a décidé de continuer la série avec une troisième saison diffusée depuis le 16 septembre 2012.
1. Résolution (Resolution)
2. Des spaghettis et du café (Spaghetti and Coffee)
3. Bonne fortuna (Bone for Tuna)
4. My buddy (Blue Bell Boy)
5. Vous seriez surpris (You'd Be Surprised)
6. Ging Gang Goolie (Ging Gang Goolie)
7. En habits du dimanche (Sunday Best)
8. Le Poney (The Pony)
9. Le Sort de la laitière (The Milkmaid's Lot)
10. L'Ami naturel (A Man, A Plan…)
11. Deux imposteurs (Two Imposters)
12. Margate Sands (Margate Sands)

## Quatrième saison (2013)
Le 2 octobre 2012, la série a été renouvelée pour une quatrième saison diffusée depuis le 8 septembre 2013 sur HBO.
1. New-York Sour (New York Sour)
2. Démission (Resignation)
3. Arpents de diamants (Acres of Diamonds)
4. Tapis (All In)
5. Erlkönig (Erlkönig)
6. L'étoile polaire (The North Star)
7. William Wilson (William Wilson)
8. Le vieux bateau de Sion (The Old Ship of Zion)
9. Permis de chasse (Marriage and Hunting)
10. White Horse Pike (White Horse Pike)
11. Havre de grâce (Havre de Grace)
12. Farewell Daddy Blues (Farewell Daddy Blues)

## Cinquième saison (2014)
Le 26 septembre 2013, la série a été renouvelée pour une cinquième et dernière saison de huit épisodes diffusée depuis le 7 septembre 2014 sur HBO.
1. Jours heureux pour les filles et les garçons (Golden Days for Boys and Girls)
2. Une oreille à votre écoute (The Good Listener)
3. Ce que Jésus a dit (What Jesus Said)
4. Cuanto (Cuanto)
5. Roi de Norvège (King of Norway)
6. Scélérats (Devil You Know)
7. Sans famille (Friendless Child)
8. Eldorado (Eldorado)